# Relais mondiaux 2021
Navigation
Édition 2019 Édition 2024
Les Relais mondiaux de la World Athletics 2021 se déroulent le 1er et 2 mai 2021 à Chorzów, en Pologne, au sein du stade de Silésie.

## Calendrier
Le programme initial connaît quelques modifications en raison du manque de participants à certaines épreuves.
| Heure (GMT+1) | Épreuve             | Tour   | Tour |
| ------------- | ------------------- | ------ | ---- |
| 18 h 30       | Mixed Hurdle Relay  | Séries |      |
| 19 h 00       | 4 × 400 m féminin   | Séries |      |
| 19 h 35       | 4 × 400 m masculin  | Séries |      |
| 20 h 08       | 4 × 100 m féminin   | Séries |      |
| 20 h 39       | 4 × 100 m masculin  | Séries |      |
| 21 h 08       | 2 × 2 × 400 m mixte | Finale |      |
| 21 h 22       | 4 × 400 m mixte     | Séries |      |
| 21 h 58       | Mixed Hurdle Relay  | Finale |      |

| Heure (GMT+1) | Épreuve            | Tour   | Tour |
| ------------- | ------------------ | ------ | ---- |
| 18 h 30       | 4 × 200 m féminin  | Séries |      |
| 18 h 55       | 4 × 200 m masculin | Séries |      |
| 19 h 20       | 4 × 400 m mixte    | Finale |      |
| 19 h 35       | 4 × 100 m masculin | Finale |      |
| 19 h 46       | 4 × 100 m féminin  | Finale |      |
| 19 h 59       | 4 × 200 m féminin  | Finale |      |
| 20 h 13       | 4 × 200 m masculin | Finale |      |
| 20 h 26       | 4 × 400 m féminin  | Finale |      |
| 20 h 42       | 4 × 400 m masculin | Finale |      |

## Critères de participation et de qualification
Chaque fédération participante peut inscrire une seule équipe de relais pour chaque épreuve, composée de huit athlètes maximum (sauf pour le relais 2 × 2 × 400 m, avec un total quatre athlètes maximum). Il existe des minima de participation pour les relais 4 × 100 m et 4 × 400 m, légèrement différents que ceux de la précédente édition. Ces temps de qualification devaient avoir été obtenus entre le 1er janvier 2018 et le 22 avril 2019. Ces minima consentent la participation d'une vingtaine d'équipes et, pour compléter à 24 équipes, sont alors retenues les équipes les mieux classées sur la même période. La Pologne peut présenter des relais dans chaque épreuve.
Les minima, à réaliser entre janvier 2019 et avril 2021 (sauf pendant la période de gel des compétitions en 2020) sont les suivants:
- 4 × 100 m : 38 s 80 (masculin) et 43 s 90 (féminin) ;
- 4 × 400 m : 3 min 3 s 80 (masculin) et 3 min 31 s 50 (féminin).

Pour les relais 4 × 200 m et les relais mixtes, aucun minima n’est requis.
Les équipes finalistes des 5 épreuves olympiques (4 × 100 m et 4 × 400 m) de ces relais mondiaux sont automatiquement qualifiées pour les prochains Jeux olympiques de Tokyo, sauf si elles l'étaient déjà en vertu de leurs résultats lors des Championnats du monde 2019 à Doha. Les États-Unis, la Chine et la Grande-Bretagne, déjà qualifiées dans certaines épreuves, ont renoncé à participer à ces Relais mondiaux. D'autres pays comme la Jamaïque, l'Australie, l'Inde ou encore Trinité-et-Tobago ont également renoncé à s'inscrire ou à participer, soit pour des raisons logistiques, soit pour éviter une compétition dans un contexte lié à la pandémie du Covid-19.
Les équipes classées parmi les dix premières de chaque épreuve olympique (et 12 premières de l'épreuve du 4 × 400 m mixte) sont également qualifiées pour les Championnats du monde 2022 à Eugene.
| Distance  | Hommes | Femmes | Mixte                                                                                           |
| --------- | --- | --- | ----------------------------------------------------------------------------------------------- |
| 4 × 100 m | Italie, Allemagne, Ghana, Danemark                                                                           | Pays-Bas, France, Pologne, Équateur, Japon, Danemark                                                       | NC                                                                                              |
| 4 × 100 m | déjà qualifié : États-Unis, Grande-Bretagne, Japon, Brésil, Afrique du Sud, Chine, France, Pays-Bas          | déjà qualifié : Jamaïque, Grande-Bretagne, États-Unis, Suisse, Allemagne, Trinité-et-Tobago, Italie, Chine | NC                                                                                              |
| 4 × 100 m | quota restant : 4                                                                                            | quota restant : 2                                                                                          | NC                                                                                              |
| 4 × 400 m | Pays-Bas, Japon, Afrique du Sud, Botswana                                                                    | Cuba, Allemagne, Italie, France                                                                            | Italie, République dominicaine, Irlande, Pays-Bas, Espagne                                      |
| 4 × 400 m | déjà qualifié : États-Unis, Jamaïque, Belgique, Colombie, Trinité-et-Tobago, Italie, France, Grande-Bretagne | déjà qualifié : États-Unis, Pologne, Jamaïque, Grande-Bretagne, Belgique, Ukraine, Pays-Bas, Canada        | déjà qualifié : États-Unis, Jamaïque, Bahreïn, Grande-Bretagne, Pologne, Belgique, Inde, Brésil |
| 4 × 400 m | quota restant : 4                                                                                            | quota restant : 4                                                                                          | quota restant : 2                                                                               |

## Podiums

### Hommes
| Épreuves       | Or                                                                                    | Argent                                                                                     | Bronze                                                                                 |
| -------------- | ------------------------------------------------------------------------------------- | ------------------------------------------------------------------------------------------ | -------------------------------------------------------------------------------------- |
| 4 × 100 mètres | Afrique du Sud Thando Dlodlo Tlotliso Leotlela Clarence Munyai Akani Simbine 38 s 71  | Italie Eseosa Desalu Marcell Jacobs Davide Manenti Filippo Tortu 39 s 21                   | Japon Ryuichiro Sakai Ryota Suzuki Daisuke Miyamoto (ja) Hiroki Yanagita 39 s 42       |
| 4 × 200 mètres | Allemagne Steven Müller (de) Felix Straub Lucas Ansah-Peprah Owen Ansah 1 min 22 s 43 | Kenya Mark Odhiambo Mike Nyang'au (en) Elijah Onkware Mathew Hesborn Ochieng 1 min 24 s 26 | Portugal Frederico Curvelo Delvis Santos Diogo Antunes André Prazeres 1 min 24 s 53    |
| 4 × 400 mètres | Pays-Bas Jochem Dobber Liemarvin Bonevacia Ramsey Angela Tony van Diepen 3 min 3 s 45 | Japon Rikuya Ito Kaito Kawabata Kentarō Satō Aoto Suzuki Kazuma Higuchi 3 min 4 s 45       | Botswana Isaac Makwala Boitumelo Masilo Ditiro Nzamani (en) Leungo Scotch 3 min 4 s 77 |

### Femmes
| Épreuves       | Or | Argent | Bronze |
| -------------- | --- | --- | --- |
| 4 × 100 mètres | Italie Irene Siragusa Gloria Hooper Anna Bongiorni Vittoria Fontana (it) Johanelis Herrera Abreu 43 s 79 | Pologne Magdalena Stefanowicz (pl) Klaudia Adamek (pl) Katarzyna Sokólska (pl) Pia Skrzyszowska Paulina Guzowska 44 s 10    | Pays-Bas Jamile Samuel Dafne Schippers Nadine Visser Naomi Sedney Marije van Hunenstijn 44 s 10             |
| 4 × 200 mètres | Pologne Paulina Guzowska Kamila Ciba (pl) Klaudia Adamek (pl) Marlena Gola 1 min 34 s 98                 | Irlande Aoife Lynch Kate Doherty Sarah Quinn Sophie Becker (en) 1 min 35 s 93                                               | Équateur Ángela Tenorio Virginia Villalba Marizol Landázuri Gabriela Anahí Suárez (de) 1 min 36 s 86        |
| 4 × 400 mètres | Cuba Zurian Hechavarría (es) Rose Mary Almanza Lisneidy Veitía (en) Roxana Gómez 3 min 28 s 41           | Pologne Kornelia Lesiewicz (pl) Małgorzata Hołub-Kowalik Karolina Łozowska (pl) Natalia Kaczmarek Kinga Gacka 3 min 28 s 81 | Grande-Bretagne Laviai Nielsen Ama Pipi Emily Diamond Jessie Knight Zoey Clark Jessica Turner 3 min 29 s 27 |

### Mixte
| Épreuves              | Or                                                                               | Argent                                                                                         | Bronze |
| --------------------- | -------------------------------------------------------------------------------- | ---------------------------------------------------------------------------------------------- | --- |
| 4 × 400 mètres        | Italie Edoardo Scotti Giancarla Trevisan Alice Mangione Davide Re 3 min 16 s 60  | Brésil Anderson Henriques Tiffani Marinho Geisa Coutinho Alison dos Santos 3 min 17 s 54       | République dominicaine Lidio Féliz Anabel Medina Ventura Marileidy Paulino Alexander Ogando Yancarlos Martínez 3 min 17 s 58 |
| 2 × 2 × 400 mètres    | Pologne Joanna Jóźwik Patryk Dobek 3 min 40 s 92                                 | Kenya Naomi Korir (de) Ferguson Rotich 3 min 41 s 79                                           | Slovénie Anita Horvat Žan Rudolf 3 min 41 s 95                                                                               |
| Shuttle hurdles relay | Allemagne Monika Zapalska (de) Erik Balnuweit Anne Weigold Gregor Traber 56 s 53 | Pologne Zuzanna Hulisz (de) Krzysztof Kiljan (de) Klaudia Wojtunik (pl) Damian Czykier 56 s 68 | Kenya Priscilla Tabunda (de) Michael Musyoka Nzuku Nusra Rukia Wiseman Were Mukhobe 59 s 89                                  |

## Classement
Les équipes classées premières de chaque épreuve remportent 8 points, la deuxième 7 points, la troisième 6, etc.
L'équipe qui est classée première remporte le témoin d'or (Golden Baton).
- La nation-hôte est en bleu lavande

| Rang | Nation          | Points |
| ---- | --------------- | ------ |
| 1er  | Pologne         | 37     |
| 2e   | Italie          | 32     |
| 3e   | Kenya           | 24     |
| 4e   | Pays-Bas        | 20     |
| 5e   | Allemagne       | 19     |
| 6e   | Japon           | 18     |
| 7e   | Équateur        | 15     |
| 8e   | Danemark        | 13     |
| 9e   | Afrique du Sud  | 12     |
| 10e  | Portugal        | 10     |
| 10e  | Grande-Bretagne | 10     |